# Ріттер Павло Григорович
Павло́ Григо́рович Рі́ттер  (5 (17) квітня 1872, Чутове — 17 квітня 1939)  — літературознавець і мовознавець-санскритолог й індоєвропеїст та перекладач, один з перших українських індологів, родом з Полтавщини.

## Біографія
Павло Григорович Ріттер народився в родині німців. Павло Ріттер належав до родини Миколи Івановича Ріттера (був його онуком або племінником) — німця Карла Ріттера, що прийняв православ'я, з 30 квітня 1854 року — керуючого маєтком Олени Павлівни Кочубей (вдови князя Василя Вікторовича Кочубея) в Чутовому. Завдяки матеріальній допомозі М. І. Ріттера у 1863 році в Чутовому було відкрито чоловіче училище (у 1864 році М. І. Ріттер був обраний його попечителем). У 1869 році в Чутовому було відкрито також жіноче училище, його попечителькою стала Катерина Миколаївна Ріттер (вочевидь, дочка М. І. Ріттера).
1890 року Павло закінчив із золотою медаллю 3-тю харківську гімназію та вступив до історико-філологічного факультету Харківського університету. Ще на першому курсі Ріттер, під впливом Д. М. Овсянико-Куликовського, вирішив присвятити себе вивченню порівняльного мовознавства, санскриту і давньоіндійської літератури. Крім цього, Ріттер займався романськими мовами (зокрема італійською).
У 1894 р. Ріттер закінчив університет і був залишений на кафедрі порівняльного мовознавства. Тоді ж був відряджений на стажування за кордон, прослухав у Берлінському університеті курси відомих професорів: І. Шмидта — з порівняльного мовознавства,  А.Вебера та К. Гельнера — з санскриту. У Німеччині Ріттер захопився вивченням роману індійського письменника VI століття Дандіна «Пригоди десяти юнаків» (став одним з перших перекладачів цього роману).
Після повернення з Німеччини Ріттер із січня 1897 р. став викладати італійську мову у Харківському університеті. 1899 р. склав екзамен на ступінь магістра та став приват-доцентом кафедри порівняльного мовознавства, де читав курси з санскриту, історії індійської літератури та ін., з 1905 р. — очолював цю кафедру. З 1906 р. викладав також на Вищих жіночих курсах.
Після 1917 року Ріттер продовжував працювати доцентом у Харківському університеті, а після його розформування — в Академії теоретичних знань та ХІНО, де йому було у 1921 р. присвоєно звання професора без захисту дисертації. У 1925 р. університет присвоїв Ріттеру звання доктора літератури honoris causa. Він викладав порівняльну граматику індоєвропейських мов, з 1925 р. керував науково-дослідною кафедрою мовознавства.
У 1926 р. Ріттер став одним з співзасновників та активних діячів Всеукраїнської асоціації сходознавців (ВУНАС), очолив історико-етнологічну секцію товариства, був членом редколегії «Бюлетеня ВУНАС», журналу «Східний світ» (пізніше — «Червоний схід»). Ріттер став директором трирічних курсів східних мов, що почали працювати у Харкові 1 жовтня 1926 р. Був секретарем IV секції мовознавства та літератури сходознавчого з'їзду, який пройшов в Харкові у листопаді 1929 р.
Тоді ж він стає директором трирічних курсів східних мов, що почали працювати у Харкові. Продовжуючи вивчати класичну індійську літературу, він перекладає також твори Р. Таґора, Бгартргарі, Ріґ-Веди, робить український переклад елегії Калідаси «Хмара-вістун», готує велику антологію давньоіндійської літератури в перекладі українською.
Після 1929 р. політичні репресії торкнулися й праці ВУНАС, яку критикували за пропаганду буржуазних методів і напрямків сходознавства. 1930 р. організацію було ліквідовано, а замість неї створено у Києві Інститут мовознавства з філіалом у Харкові. Ріттер мав стати керівником цього філіалу. Але вже 1932 р. його звільнили з посади, бо в той час розгорнулася нова хвиля репресій проти сходознавців, яких звинувачено у шпигунській діяльності. Через тяжку хворобу Ріттер майже повністю втратив зір.
1936 р. тяжкохворий і майже сліпий вчений, який ще працював на філологічному факультеті Харківського університету, вийшов на пенсію. Певний час він ще читав курс романської філології невеликій групі студентів у себе вдома, але невдовзі і ці зайняття припинилися.
Не зважаючи на хворобу, 1938 р. він був заарештований і помер у лікарні у квітні 1939 р., не дочекавшись закінчення слідства. 
Наукова діяльність Ріттера була присвячена перекладу і коментуванню творів санскритської літератури. Крім того, П. Г. Ріттер написав більше 50 статей з різних проблем індології  для енциклопедичного словника братів Гранат. Йому належить багато перекладів з санскриту на російську мову; українською він переклав поему «Хмара-вістун» Калідаси (1928), гімни Ріґ-Веди, а з нової індійської літератури перекладав поезії і прозу Рабіндраната Таґора та ін.

## Науковий доробок
- Голоси стародавньої Індії. Антологія давньоіндійської літератури / Упорядкування, переклад із санскриту і примітки Павла Ріттера. Передмова Ігоря Серебрякова. Стаття «Давня Індія та її література» Олександра Білецького. К.: Дніпро, 1982.
- Дандин и его роман «Похождения десяти юношей» // Зап. Харьк. ун-та. — 1898. — Кн. 2. — Ч. неофиц. — С. 1–13.
- Что такое санскрит?: (Пробная лекция) // Зап. Харьк. ун-та. — 1900. — Кн. 2. — Ч. неофиц. — С. 1–12.
- Краткий курс санскритской грамматики. — Х.: Тип. ун-та, 1904. — 112 с. — Литогр.
- Санскрит: изд. Общества взаимопомощи студентов-филологов Харьк. ун-та. — Х. : Типолит. С. Иванченко, 1911. — XXVIII, 74 с. — Литогр.